# Heinz Mahn

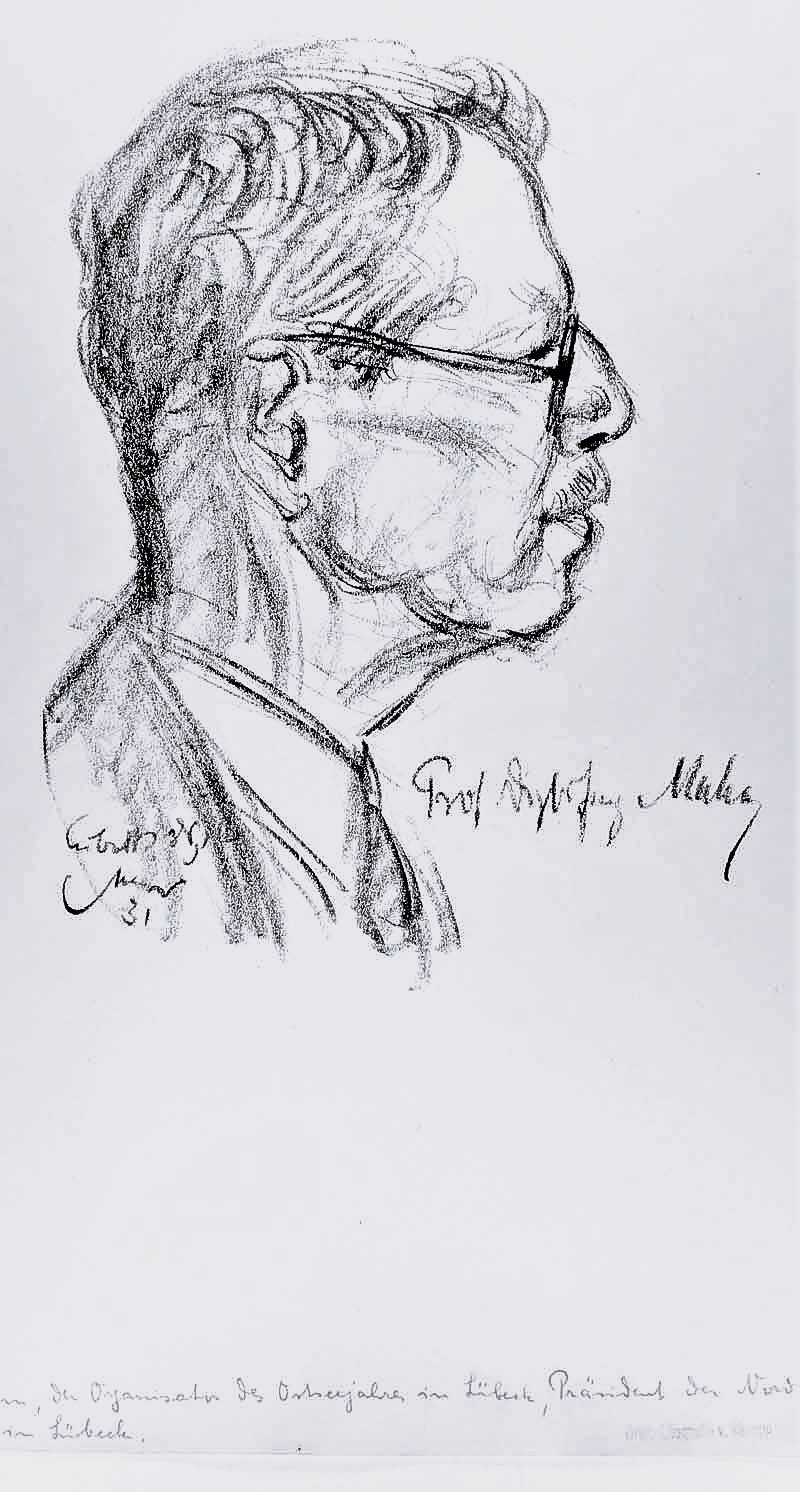
Emil Stumpp: Heinz Mahn (1931)

Heinz Mahn, eigentlich Johann Heinrich Mahn (* 1872; † 1945) war ein deutscher Architekt, Diplom-Ingenieur und Baugewerbelehrer, der in der Zeit der Weimarer Republik maßgeblichen Einfluss auf das Kulturleben in Lübeck hatte.

## Leben
Heinz Mahn war als Baugewerbelehrer bis zu deren Auflösung im Oktober 1923 an der Baugewerkschule in Lübeck tätig. Daneben betätigte er sich als Architekturkritiker, unter anderem in den Lübeckischen Blättern. Im Dezember 1923 wurde er als Nachfolger von Rudolf Stucken Leiter des Nachrichtenamtes der freien und Hansestadt Lübeck. Dieses war zunächst die Pressestelle der Stadt, aber auch unter Federführung von Senator Georg Kalkbrenner für die Beziehungen zu den Nordischen Ländern zuständig. Aus dem Nachrichtenamt heraus wurde 1921 die Nordische Woche in Lübeck konzipiert, aus der die Nordische Gesellschaft in Lübeck entstand, deren Präsident Mahn wurde. Diese Nordische Woche erlangte durch ein Plakat Alfred Mahlaus überraschend eine sehr große Aufmerksamkeit. Mahn war für einen großen Teil der Organisation der umfangreichen 700-Jahr-Feier in Lübeck 1926 verantwortlich. 1927 bis 1929 gehörte Mahn dem Kulturbeirat der NORAG an. Er war 1931 Organisator des Internationalen Ostseejahres in Lübeck.
Mahn wurde 1933 durch die Nationalsozialisten als Studienrat i. W. nach § 6 des Gesetzes zur Wiederherstellung des Berufsbeamtentums („Zur Vereinfachung der Verwaltung können Beamte in den Ruhestand versetzt werden, auch wenn sie noch nicht dienstunfähig sind“) zwangspensioniert. Er wurde auf dem Burgtorfriedhof bestattet.

## Mahn und Carl Georg Heise
In der politisch kontroversen Zeit Lübecker Kulturpolitik, die sich im Vorfeld der 700-Jahr-Feier der Stadt Lübeck erheblich zuspitzte, stand Heinz Mahn bis zur Gleichschaltung durch die Nationalsozialisten mit deutlichen und klaren Worten an der Seite des Lübecker Museumsdirektor und Behnhaus-Gründers Carl Georg Heise im Lübecker Kulturkampf der 1920er Jahre. Die Anfänge dieses Zusammenwirkens lagen bereits in der kritischen Auseinandersetzung Heises mit der von Willibald Leo von Lütgendorff-Leinburg verantworteten Gemäldesammlung im Museum am Dom begründet, der Mahn eine publizistische Plattform in Lübeck gab. Bei der Eröffnung des Ausstellungspavillons der Overbeck-Gesellschaft im Stil der Neuen Sachlichkeit 1930 hielt er die Laudatio auf den Architekten Wilhelm Bräck.
In der Sammlung im Lübecker Behnhaus befindet sich ein Porträt Mahns von Charles Derlien. Für die Lübeckischen Blätter entstand ein Porträt Mahns von Curt Stoermer.
Das von Emil Stumpp gefertigte Porträt entstand im Zuge von dessen Lübeck-Aufenthalt im Oktober 1931 zwecks Berichterstattung über den Calmette-Prozess.

## Herausgeberschaften
Heinz Mahn war von 1909 bis 1922 Schriftleiter der Lübeckischen Blätter und ab 1924 Redakteur der Ostsee-Rundschau der Nordischen Gesellschaft, aus der später deren Monatsschrift Der Norden hervorging.

## Schriften
- Präsidium der Nordischen Woche (Hrsg.), Schriftleiter Prof. Mahn: Nordische Woche Lübeck 1.-11. Sept. 1921 Festschrift. H.G. Rahtgens, Lübeck 1921.

Digitalisat